# Ytterholmen fyr
Ytterholmen fyr är en tidigare bemannad fyr på Ytterholmen utanför Gåsvær i Herøy kommun i Nordland fylke i Norge. 
Befolkningen på Gåsvær hade önskemål om en fyr men myndigheterna föredrog placeringen på Ytterholmen som också kunne vägleda fartyg som skulle till  Vestfjorden.
Fyren, som byggdes högst upp på Ytterholmen, är av tegel och bara 10,8 meter hög men placeringen på holmen gör att lyshöjden blir 47,4 meter. Den försågs med ett blinkapparat av andra storleken och en bifyr längre ned på tornet. Fyrvaktarbostaden hade plats för fyrvaktaren och hans assistent och deras familjer. Dessutom byggdes ett uthus, en smedja ett båthus och en slip. Alla byggnader var av trä. Senare byggdes också en ladugård. Man var tvugna att samla in regnvatten till djuren eftersom det saknas brunn på Ytterholmen.
År 1959 elektrifierades fyren med dieseldriven generator. Fyrstationen automatiserades år 1989 och avbemannades år 2003. Fyrapparaten ersattes med en lykta.